# Guggenheim Abu Dhabi
Guggenheim Abu Dhabi (denominación oficial en inglés) es un futuro museo de arte contemporáneo diseñado por el arquitecto canadiense Frank O. Gehry que se ubicará en el Distrito Cultural de la isla de Saadiyat en Abu Dabi, capital de los Emiratos Árabes Unidos (EAU). Será uno de los museos pertenecientes a la Fundación Solomon R. Guggenheim.
Las obras se iniciaron en 2011, estimandose inicialmente su fecha de finalización en 2025. Sin embargo, a principios de dicho año se indicó que no había fecha de apertura a la vista.

## Características
El museo de 450.000 pies cuadrados albergará su propia colección de arte moderno y contemporáneo y presentará exposiciones especiales que incluirán obras de la extensa colección de la Fundación Guggenheim.
El museo, el Guggenheim más grande del mundo, tendrá arte global, exposiciones y programas educativos, con especial atención al arte contemporáneo de Oriente Medio.